# Botrytis isabellina
Botrytis isabellina är en svampart som beskrevs av Preuss 1852. Botrytis isabellina ingår i släktet Botrytis och familjen Sclerotiniaceae.   Inga underarter finns listade i Catalogue of Life.